# Ostrów Wielkopolski
Ostrów Wielkopolski este un oraș în Polonia.

## Personalități
- Edzard Schaper (1908–1984), scriitor

## Galerie de imagini

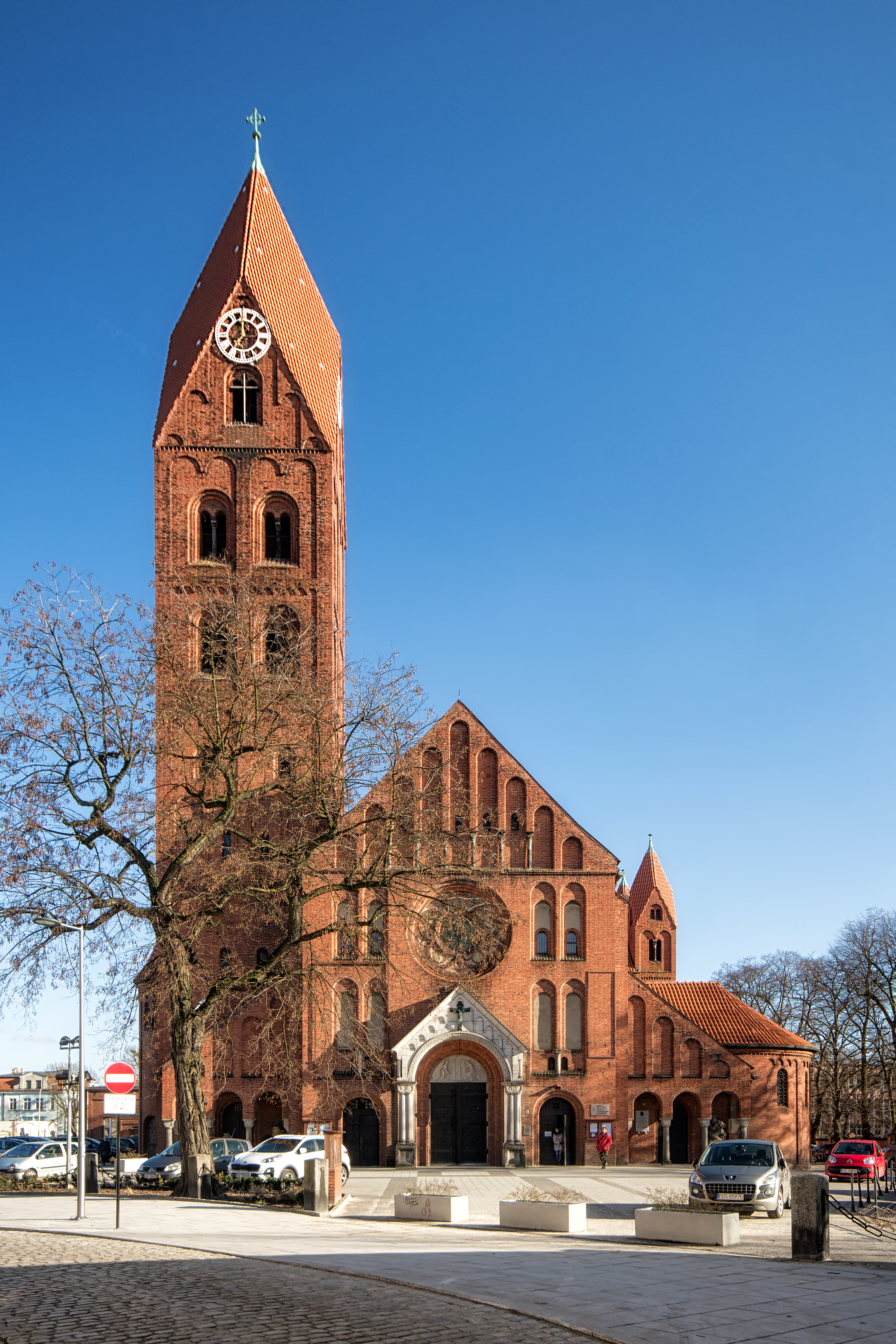
Catedrala